# Corpo di guardia

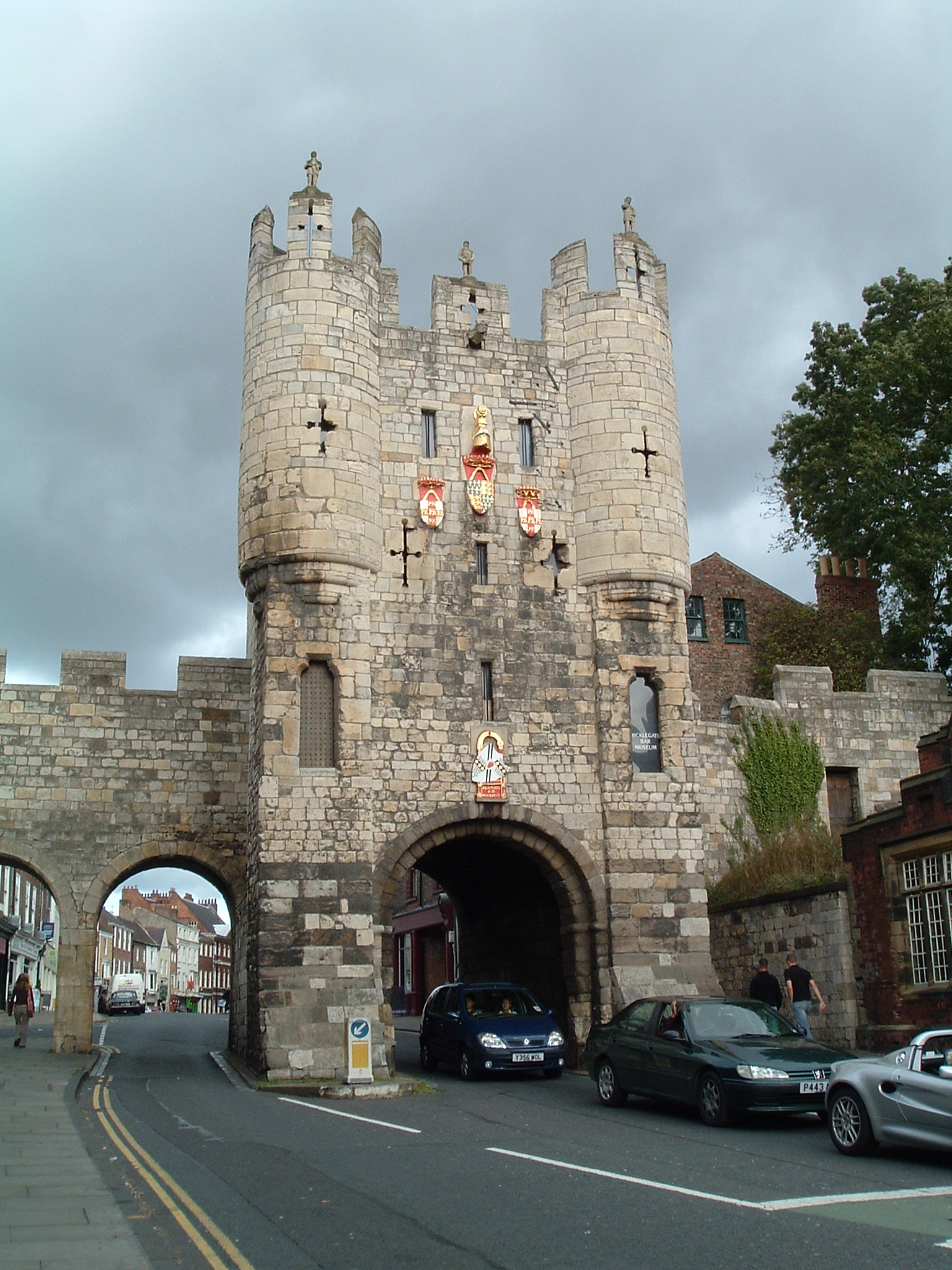
Entrata meridionale di York, Micklegate Bar

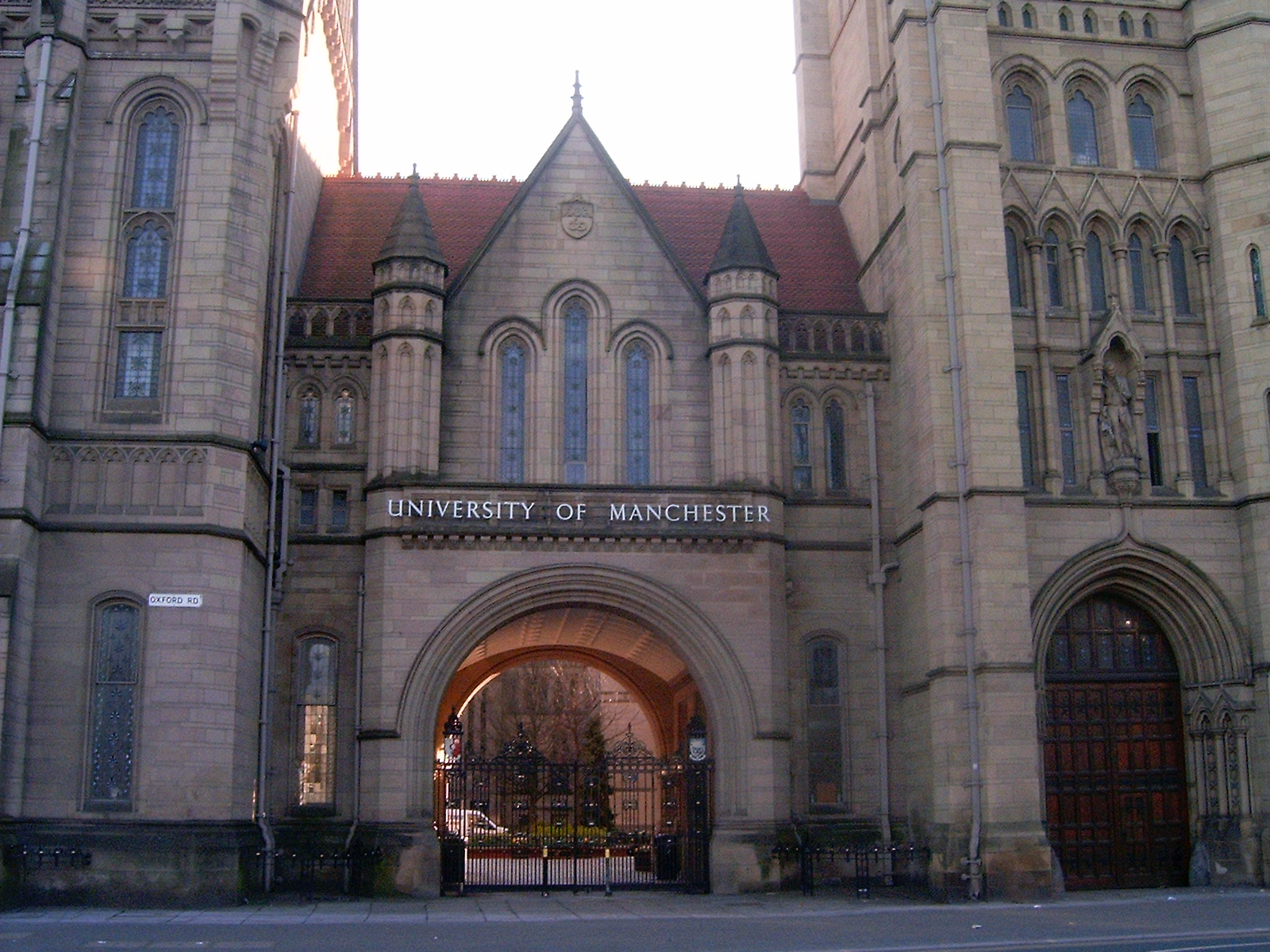
Entrata della University of Manchester, costruita nel 1902

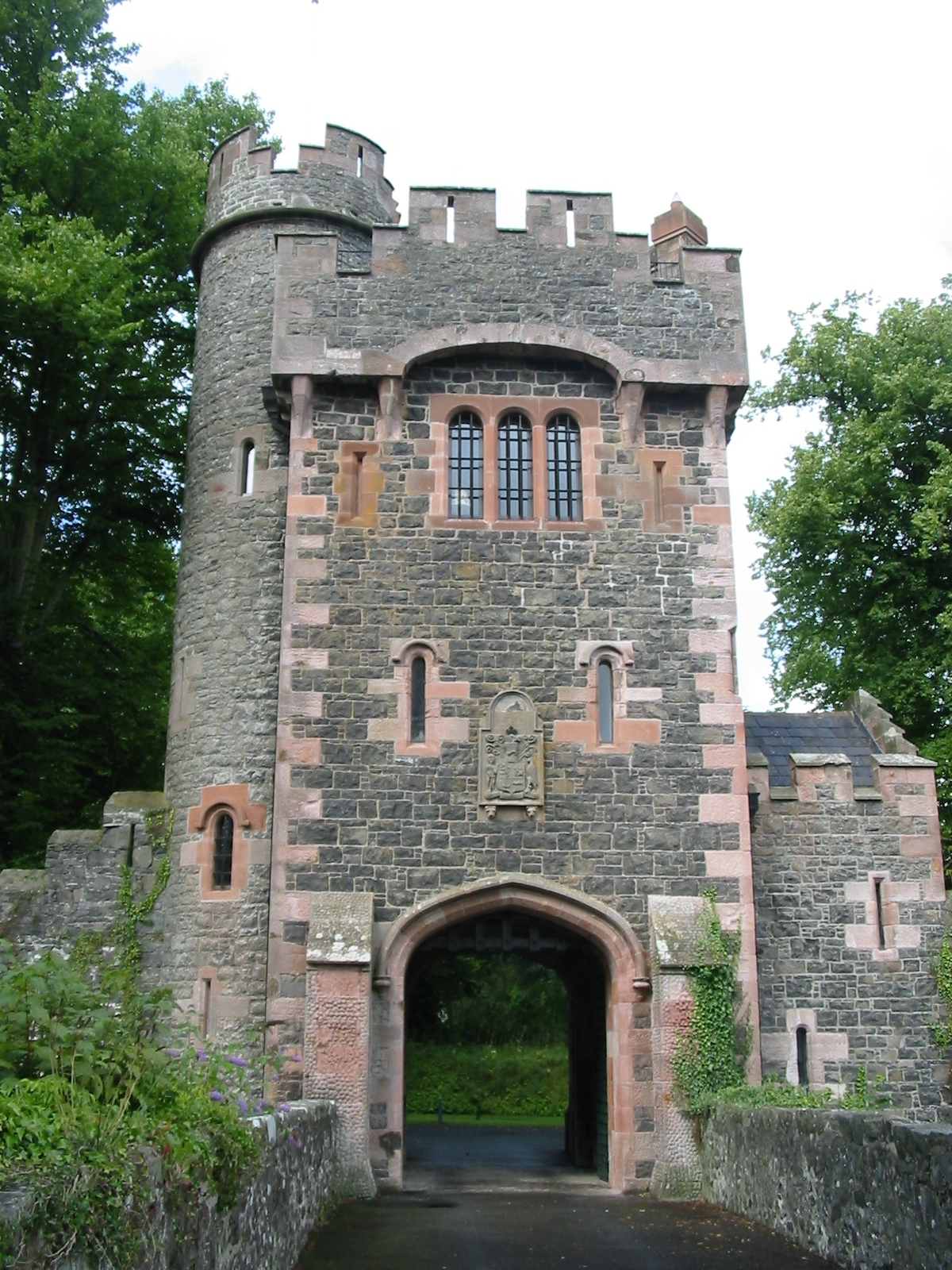
Porta del barbacane del castello di Glenarm

Il corpo di guardia è una struttura presente nelle fortificazioni, nei castelli, nei manieri e nelle magioni europei. In origine si trattava di una struttura fortificata costruita a cavallo della porta d'entrata ad una città o ad un castello. In tempi più recenti il corpo di guardia si può trovare all'ingresso delle caserme militari.
I corpi di guardia fecero la loro prima comparsa all'inizio del Medioevo, quando divenne necessario proteggere l'entrata principale di un castello o di una città. Col tempo si evolsero in strutture molto complicate, con numerose linee di difesa. Quelli pesantemente fortificati contenevano solitamente un ponte levatoio, una o più saracinesche, caditoie, feritoie ed eventualmente anche buche assassine da cui si potevano lanciare pietre sugli invasori. Nel tardo Medioevo alcune di queste feritoie furono convertite per poter ospitare fucili invece che frecce.
A volte i corpi di guardia facevano parte delle fortificazioni cittadine, forse difendendo il passaggio su di un ponte sul fiume o su un fossato, come Monnow Bridge a Monmouth. York possiede quattro importanti corpi di guardia, noti col nome di "bar", all'interno delle sue mura. Una di queste è il Micklegate Bar.
Il termine francese per indicare il corpo di guardia è logis-porche. Poteva trattarsi di una struttura ampia e complessa che fungeva sia da porta che da alloggiamento. Un grande corpo di guardia poteva essere chiamato anche châtelet (castelletto).
Alla fine del Medioevo molti corpi di guardia in Inghilterra e Francia furono trasformati in grandi e belle entrate di manieri o altre proprietà terriere. Molti di loro divennero strutture a sé stanti o unite a manieri e mansion solo attraverso una cinta muraria. Da quel momento il corpo di guardia perse la propria funzione difensiva divenendo una struttura ornamentale progettata per armonizzarsi con il mansion.
In Europa continentale sono sopravvissuti numerosi esemplari di corpi di guardia, soprattutto in Francia e Germania.